# Ringneraha
Ringneraha – gaun wikas samiti w zachodniej części Nepalu w strefie Lumbini w dystrykcie Palpa. Według nepalskiego spisu powszechnego z 2001 roku liczył on 425 gospodarstw domowych i 2565 mieszkańców (1336 kobiet i 1229 mężczyzn).